# Lliga Nacional Harari
La Lliga Nacional Harari (Harari National League, amhara የሐረሪ ብሔራዊ ሊግ) és un partit polític d'Etiòpia representant de l'ètnia/nació harari, creat sota impuls del Front Popular d'Alliberament de Tigre el 1991. El seu president és Murad Abdulahi, que ho és també (des de 2005) de la regió o estat Harari. Està aliat al Front Democràtic Revolucionari Popular Etíop.
No hi ha informació pública sobre els seus resultats electorals el 1992, 1995 i 2000. A les eleccions legislatives del 15 de maig de 2005 va obtenir el diputat de la regió al parlament federal (Merwan Bedri Mohammed). A les regionals de l'agost de 2005 va obtenir 18 dels 36 escons, seguida de l'Organització Popular Democràtica Oromo/Oromo People’s Democratic Organization OPDO. Va repetir resultat a les legislatives i regionals de 2010, però aquesta vegada la OPDO va obtenir també 18 escons.

## Bandera
El vexil·loleg Adolfo Durán va informar a la revista "Banderas" d'una bandera vermella amb una diagonal negre que va atribuir a la Lliga Nacional Harari. Podria ser una primera bandera d'aquesta organització o una mala interpretació d'una descripció escrita. Com que ara sabem que tots els estats han adoptat la bandera del seu partit dirigent o una variant, sembla més probable que fos una mala interpretació, i que la bandera hagués estat sempre la que aquí s'assenyala la qual està agafada d'una fotografia complementada amb un dibuix i la descripció escrita. Com es pot veure la bandera regional d'Harar canvia l'emblema del partit pel de la regió i el color negre pel verd (que en la bandera regional podria representar a l'islam de llarga tradició a Harar). Els colors vermell, blanc i negre són també els colors oromo, que formen la majoria de la població de la regió, però això seria casual, ja que segons l'explicació oficial del significat dels colors de la Lliga, la barra vermella representa la sang vessada a la batalla de Chelenko (gener de 1887) en la defensa d'Harar contra els invasors cristians amhares; i la negre els morts en la mateixa batalla.